# Tan Zhongyi
Tan Zhongyi (chinesisch 谭中怡, Pinyin Tán Zhōngyí; * 29. Mai 1991 in Chongqing) ist eine chinesische Schachspielerin, die seit 2009 den Frauen-Großmeister-Titel (WGM) und seit 2017 den Titel Großmeister (GM) trägt. Sie war von 2017 bis 2018 Schachweltmeisterin und war 2025 durch ihren Sieg beim Kandidatenturnier der Frauen 2024 die Herausforderin der amtierenden Weltmeisterin Ju Wenjun bei der Schachweltmeisterschaft der Frauen. 
2022 wurde sie zudem Weltmeisterin im Schnellschach. 

## Erfolge
Tan Zhongyi feierte schon in jungen Jahren erste Erfolge als Schachspielerin. Sie wurde 2000 und 2001, jeweils im spanischen Oropesa del Mar, Jugendweltmeisterin in der Altersklasse U10. 2002 wiederholte sie diesen Erfolg in Iraklio in der Altersklasse U12.
Bei der Schachweltmeisterschaft der Frauen 2008 in Naltschik besiegte die damals Siebzehnjährige in der ersten Runde die Inderin Tania Sachdev, scheiterte jedoch in der zweiten Runde an der Schwedin Pia Cramling, die an Nummer fünf gesetzt war.
Seit Oktober 2009 trägt sie den Titel Frauen-Großmeister (WGM). Die Normen hierfür hatte sie alle übererfüllt: im September 2007 beim Zonenturnier der Frauen in Tianjin, im Juni 2009 bei der chinesischen Frauenmeisterschaft in Xinghua sowie im September 2009 bei der Mannschaftsweltmeisterschaft der Frauen in Ningbo, bei der sie am ersten Brett der zweiten chinesischen Mannschaft spielte und eine individuelle Goldmedaille erhielt.
Im Jahre 2011 gewann sie bei der Sommer-Universiade in Shenzhen das Schachturnier der Frauen und trug auch zur Goldmedaille des chinesischen Teams bei. Ein Jahr darauf siegte sie bei der Women’s World University Chess Championship im portugiesischen Guimarães. Bei der Sommer-Universiade 2013 in Kasan holte sie mit der chinesischen Mannschaft erneut die Goldmedaille, außerdem eine individuelle Bronzemedaille.
Im Mai 2015 wurde sie in Xinghua chinesische Schachmeisterin der Frauen. Kurz darauf scheiterte sie bei der in Sotschi ausgetragenen Schachweltmeisterschaft der Frauen 2015 in der zweiten Runde an Lela Dschawachischwili. Im August desselben Jahres gewann sie die asiatische Schnellschach-Meisterschaft für Frauen in al-Ain.
Bei der Schacholympiade, dem bedeutendsten Mannschaftswettbewerb im Schach, gewann sie 2016 in Baku mit dem chinesischen Frauenteam die Goldmedaille.
Tan Zhongyi gehörte zu den 64 Teilnehmerinnen der Schachweltmeisterschaft der Frauen 2017 in Teheran. An Nummer neun gesetzt, besiegte sie die US-Amerikanerin Sabina-Francesca Foișor, die frühere ukrainische Weltmeisterin Anna Uschenina, die Inderin Padmini Rout und im Viertelfinale ihre topgesetzte Landsfrau Ju Wenjun. Nach einem knappen Halbfinalerfolg über D. Harika erreichte sie das Finale gegen die Ukrainerin Anna Musytschuk und gewann mit 3½:2½ Punkten die Weltmeisterschaft.
Durch diesen Erfolg errang sie laut den FIDE-Regularien automatisch den allgemeinen Großmeister-Titel (GM).
Bei der Schachweltmeisterschaft der Frauen 2018 in Shanghai und Chongqing verlor sie den Weltmeistertitel im Zweikampf gegen Ju Wenjun mit 4½:5½. In der chinesischen Mannschaftsmeisterschaft spielt Tan Zhongyi seit 2005 für Chongqing.
2022 gewann sie den Frauen-WM-Titel im Schnellschach. 2024 sicherte sie sich den Turniersieg beim Cairns Cup.
Das FIDE Grand Swiss Tournament der Frauen 2023 beendete Tan auf dem dritten Platz. Da die Zweitplatzierte, Anna Musytschuk, bereits über den Weltpokal für das Kandidatenturnier der Frauen in Toronto qualifiziert war, erhielt sie als Nachrückerin den Qualifikationsplatz. Mit 9 Punkten aus 14 Partien und 1½ Punkten Vorsprung gewann sie den Wettbewerb überzeugend. Durch ihren Sieg erhielt sie das Recht bei der Schachweltmeisterschaft der Frauen 2025 gegen die amtierende Weltmeisterin Ju Wenjun um den Titel zu spielen. Dieser unterlag sie mit 2½:6½.